# 什庫拉蒂夫卡
51°8′10″N 34°10′43″E / 51.13611°N 34.17861°E
什庫拉蒂夫卡（烏克蘭語：Шкуратівка）是位於烏克蘭東北部的村莊，由蘇梅州蘇梅區的沃羅日巴市鎮負責管轄。該村距離沃羅日巴0.5公里，海拔高度160米，2001年人口469。